# Jane Poynder
Jane Poynder, née en décembre 1944 à Barnstaple, est une joueuse anglaise de tennis et de squash.

## Biographie
Jean Saunders Poynder , joueuse de tennis, est sa mère. Elle participe aux tournois de Wimbledon 1966 et 1967. En 1969, elle devient entraîneur professionnel de la LTA (Fédération britannique de tennis). C'est alors que naît la Poynder School of Tennis & Squash, qui deviendra Poynder Tennis Squash, Ltd. dans les années suivantes.
En 1973, Jane Poynder devient entraîneur national de squash féminin et partage son temps entre les deux sports. 
En 1979, elle participe aux championnats du monde de squash et au British Open.
Elle a représenté l'Angleterre et le Worcestershire au tennis et au squash. Elle remplit également le rôle d’hôtesse pour les finales de Wimbledon depuis 1995. 